# جو سكالي
جو سكالي (بالإنجليزية: Joe Scally)‏ (مواليد 31 ديسمبر 2002) هو لاعب كرة قدم أمريكي يلعب في مركز الظهير الأيمن في نادي نيويورك سيتي.

## روابط خارجية
- جو سكالي على موقع الدوري الأمريكي (الإنجليزية)
- جو سكالي على موقع قاعدة بيانات كرة القدم.إي يو (الإنجليزية)
- جو سكالي على موقع بيانات كرة القدم. دي إي (الألمانية)
- جو سكالي على موقع ناشيونال فوتبول تيمز (الإنجليزية)
- جو سكالي على موقع Soccerbase.com (لاعب) (الإنجليزية)
- جو سكالي على موقع Soccerway.com (الإنجليزية)
- جو سكالي على موقع عالم كرة القدم.نت (الإنجليزية)